# Elephantulus fuscipes
Elephantulus fuscipes é uma espécie de musaranho-elefante da família Macroscelididae. Pode ser encontrada no Sudão do Sul, Uganda e República Democrática do Congo.